# Гражданская война в Китае
Гражданская война в Китае (кит. трад. 國共内戰, упр. 国共内战, пиньинь guógòng neìzhàn, палл. гогун нэйчжань, буквально: «гражданская война») — серия вооружённых конфликтов на территории Китая между силами Китайской Республики и Коммунистической партией Китая в 1927—1950 годах (с перерывами).
Война началась в 1927 году после Северного похода, когда по решению правого крыла Гоминьдана во главе с Чан Кайши был разорван союз между Гоминьданом и КПК. В декабре 1936 года гоминьдановские генералы Чжан Сюэлян и Ян Хучэн во время так называемого «Сианьского инцидента» арестовали Чан Кайши, заставив его согласиться на предложение коммунистов о перемирии — с тем, чтобы обе стороны могли сосредоточиться на борьбе против японских захватчиков. Таким образом, после капитуляции Японии гражданская война возобновилась с новой силой.

## Первый этап (1927—1936)

### Шанхайский инцидент
Летом 1926 года части китайской Национально-революционной армии (НРА) во главе с Чан Кайши выступили в военный поход в Северный Китай, впоследствии вошедший в историю как Северный поход. Путём похода Чан Кайши рассчитывал выполнить две задачи. Во-первых, он намеревался покончить с кликой Бэйянских милитаристов, господствовавшей в северных и северо-восточных районах Китая, а во-вторых — освободить от иностранцев т. н. «открытые» порты, в которых ранее им было позволено вести торговлю и эксплуатировать китайскую экономику.
По мере продвижения на север НРА вела успешные военные действия против милитаристских лидеров. К началу 1927 года под контроль правительственных войск перешли провинции Хунань, Цзянси, Фуцзянь. Многие вожди милитаристов, опасаясь разгрома со стороны НРА, переходили на её сторону для сохранения своих сил. 21 марта 1927 года войска Чан Кайши взяли Шанхай. Однако в этот момент между Гоминьданом и китайскими коммунистами начали возникать разногласия. Важнейшей их причиной стала стратегия коммунистов, вызывавшая недовольство среди населения и противоречившая стремлению гоминьдановцев к восстановлению стабильности в стране. Коммунисты, в свою очередь, выступали против получения средств на нужды государства со стороны крупных землевладельцев и иностранных капиталистов.
Как следствие, в апреле 1927 года Чан Кайши, опасаясь возможного захвата власти коммунистами, разорвал связи с КПК, а также отказался от присутствия на территории Китая военных советников из СССР. Начались аресты членов КПК. В период с 12 по 15 апреля продолжались массовые аресты коммунистов на территории Китая: были разгромлены коммунистические организации в городах Нанкин, Ханчжоу, Нинбо, Аньцин, Фучжоу. Коммунистические выступления в Шанхае, возникшие в начале месяца, были жестоко подавлены. Апрельские события 1927 года впоследствии получили название Шанхайская резня.

### Коммунистические восстания и создание советских районов
1 августа 1927 коммунисты организовали Наньчанское восстание.
11-13 декабря 1927 — коммунистическое восстание в Кантоне.
С конца 1920-х годов КПК в борьбе с Гоминьданом перешла к тактике создания баз в труднодоступных районах и на стыках провинций. К началу 1930-х годов «советские районы» вытянулись полосой вдоль восточных, южных и западных границ провинции Цзянси, в западном Хубэе и западной Хунани, а также на стыке провинций Хубэй, Хунань и Аньхой. Отряды коммунистов, численность которых составляла около 60 тысяч бойцов, стали именоваться Красной армией Китая.
11 сентября 1931 года коммунистами была учреждена Китайская Советская Республика и создано Временное советское правительство.

## Второй этап (1946—1950)
Сразу после капитуляции Японии ни Гоминьдан, ни КПК не были способны установить контроль над всей территорией Китая. Хотя Гоминьдан имел в распоряжении более крупные, чем у компартии, военные силы, но они были сосредоточены на западе страны, а лучшие дивизии, вооружённые американским оружием и прошедшие подготовку у американских инструкторов, находились вообще в Индии и Бирме. В этих условиях Чан Кайши взял под командование войска бывшего марионеточного правительства Ван Цзинвэя численностью 750 тысяч человек и поручил им охрану городов и коммуникаций, оставляемых японцами. Чан Кайши им также приказал не капитулировать перед коммунистами и не отдавать оружия. В результате войска коммунистов не смогли взять под контроль железные дороги, центры коммуникаций и крупные города; им пришлось занимать мелкие и средние города, отдельные участки железных дорог и прилегающую к ним сельскую местность.
Основные силы коммунистов в момент капитуляции Японии были рассредоточены по девятнадцати «освобождённым районам». Получив 13 августа 1945 года приказ Чжу Дэ о наступлении, они смогли занять такие важные пункты на севере Китая, как Циньхуандао, Шаньхайгуань и Чжанцзякоу, войдя в контакт с освобождёнными Советской армией районами Внутренней Монголии и Маньчжурии. Это позволило компартии начать переброску частей в эти районы задолго до прибытия сюда гоминьдановских войск. Войска прибывали в Маньчжурию по суше (вдоль железной дороги Бэйпин — Шэньян) и морем (с Шаньдунского полуострова); на первых порах коммунисты перебросили на северо-восток около 100 тысяч человек.
К ноябрю 1945 года вся территория Маньчжурии севернее реки Сунгари перешла под контроль войск КПК под командованием Линь Бяо и Чжоу Баочжуна (в январе 1946 года действовавшие на территории Маньчжурии войска, контролировавшиеся коммунистами, были сведены в Объединённую демократическую армию Северо-Востока).
Американское командование на Тихом океане выделило воздушные и морские транспортные средства для переброски гоминьдановских частей из западных провинций и Бирмы в Северный и Восточный Китай. В Нанкин и Шанхай были по воздуху переброшены подразделения двух армий, в Пекин — целая армия; в Северный Китай и Маньчжурию войска были отправлены морем. Под предлогом приёма капитуляции японских войск в Тангу, Циньхуандао и Циндао с конца сентября было высажено три дивизии американской морской пехоты. Американцы попытались высадиться в Яньтае, но этого не допустили находившиеся там коммунистические войска. В начале ноября американцы попытались высадить шесть гоминьдановских дивизий в Хулудао и Инкоу, но находившиеся там коммунистические войска дали решительный отпор; тогда американцы попытались высадить гоминьдановцев в Даляне и Люйшунькоу, но этого не позволило сделать советское командование, в итоге гоминьдановцам пришлось высадиться в Тяньцзине и Циньхуандао и оттуда по суше пробиваться в Маньчжурию.
Учитывая низкую боеспособность гоминьдановской армии и стремясь выиграть время для её реорганизации и передислокации, американское командование решило возобновить прерванное в апреле 1945 года посредничество в переговорах между компартией и гоминьданом. Осенью 1945 года состоялись переговоры в Чунцине, в результате которых 10 октября было подписано соглашение о предотвращении гражданской войны.
Однако уже 13 октября Чан Кайши отдал приказ о развёртывании наступательных действий. Гоминьдановское командование разработало план из трёх этапов: сначала предполагалось взять под контроль железные дороги, ведущие с юга к Пекину, затем устроить зачистку района Пекин — Тяньцзинь и потом взять под контроль Маньчжурию. Около миллиона гоминьдановских солдат двинулись с юга на север и овладели территорией вплоть до Лунхайской железной дороги (Сиань — Хайчжоу), а также подступами к Маньчжурии. Ввиду неспособности гоминьдановских войск разгромить коммунистов американцы решили вернуться к тактике политических манёвров и отправили в Китай личного представителя президента США генерала Джорджа Маршалла. При его посредничестве в январе было заключено перемирие между коммунистами и гоминьданом.

### 1946

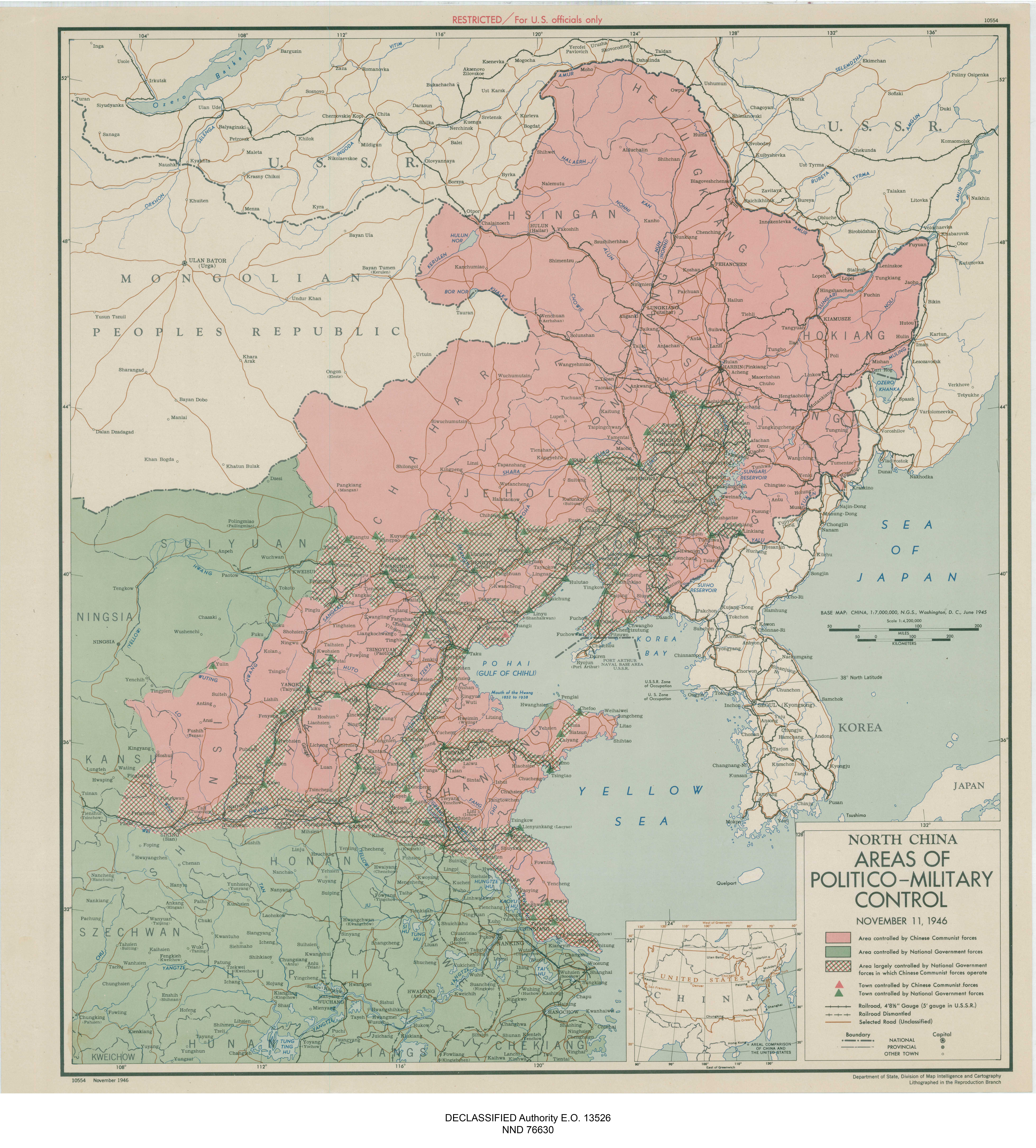
Ситуация в Северном Китае в ноябре 1946 года

В январе 1946 года три недели работало Политическое консультативное совещание, на котором развернулась острая борьба между КПК и Гоминьданом по поводу принципов политического устройства страны. Однако гоминьдановцы не собирались выполнять решения совещания. Был заключён ряд глобальных соглашений о предоставлении США и их вооружённым силам особых прав в Китае, а президент Гарри Трумэн одобрил план большой военной помощи гоминьдановцам.
В мае-июне 1946 года 310-тысячная группировка гоминьдановских войск начала наступление на 60-тысячную группировку Ли Сяньняня, оборонявшую Хэнань — Хубэйский советский район. В июне полумиллионная гоминьдановская группировка начала наступление на группировку Чэнь И в Шаньдун — Аньхой — Цзянсуском советском районе. Войска Ху Цзуннаня и Янь Сишаня ударили вдоль железной дороги Датун — Пукоу против группировок войск Хэ Луна и Лю Бочэна в южных частях Шэньси и Шаньси. Вдоль железной дороги Баотоу — Чжанцзякоу войска Фу Цзои развернули наступление против войск Не Жунчжэня. Началась полномасштабная гражданская война.
Основные соединения коммунистов во Внутреннем Китае оказались не в состоянии противостоять гоминьдановской армии с её огромным превосходством в живой силе и технике, и отошли в горные районы Западного и Северного Шаньдуна. В августе-сентябре гоминьдановские войска начали новое наступление, имевшее целью отрезать силы коммунистов на Северо-Востоке от сил коммунистов в Северном Китае.
Несмотря на разрастание войны, формально продолжались переговоры гоминьдана с компартией. На ноябрь 1946 года гоминьдан в одностороннем порядке назначил созыв Национального собрания. Компартия указала на незаконный характер собрания и решительно отказалась в нём участвовать. 19 ноября основной состав делегации компартии, участвовавший в переговорах с гоминьданом, вылетел в Яньань.
С 1946 года США значительно увеличили военную помощь Китайской республике. В период с 1946 по 1949 годы Соединённые Штаты обучили и оснастили современным вооружением и снаряжением около 500 000 солдат китайских националистов. Также вооружённые силы США участвовали в транспортировке войск Гоминьдана в освобождённые от войск коммунистов области. Общая финансовая помощь Соединённых Штатов войскам Чан Кайши за 1946—1949 годы оценивается в 4,43 миллиарда долларов США.

### 1947
В начале 1947 года гоминьдановские войска сконцентрировали усилия на двух направлениях: против Шаньдунского освобождённого района и против Особого района (Шэньси — Ганьсу — Нинся). Силы коммунистов в Шаньдуне смогли отбить наступление, уничтожив свыше 55 тысяч гоминьдановских солдат, однако оборонявшая Особый район группировка Пэн Дэхуая была вынуждена отойти на север провинции Шэньси, а руководству КПК пришлось оставить Яньань.
18 марта 1947 года из Яньаня выехал Мао Цзэдун, а 19 марта в город вступили войска Ху Цзуннаня. Руководство КПК через некоторое время собралось в деревне Сибайпо уезда Пиншань на западе провинции Хэбэй.
В сложившейся ситуации коммунистические войска перешли к манёвренным операциям. Основной формой организации временно стали военные зоны. Освобождённым районом Шаньси — Хэбэй — Шаньдун — Хэнань распоряжался Лю Бочэн; восточно-китайский район возглавлял Чэнь И; зоной Шаньси — Чахар — Хэбэй руководил Не Жунчжэнь; район Шаньси — Суйюань возглавлял Хэ Лун; зоной Центральных равнин руководил Ли Сяньнянь; вооружёнными силами КПК в Северо-Западном Китае командовал Пэн Дэхуай.
В результате гоминьдановского наступления к середине 1946 года войска коммунистов в Маньчжурии оказались разделены на три части: южноманьчжурскую (пользующуюся в качестве тыловой базы находящейся под советским контролем Квантунской областью), восточную (вдоль корейской границы) и северную (севернее Сунгари). Развёртывание крупномасштабных боевых действий в центральном Китае привело к приостановке гоминьдановского наступления в Маньчжурии, чем воспользовались коммунисты. Используя то, что в их руках оказались города с развитой промышленностью, военное имущество капитулировавшей Квантунской армии, а также крупная территория, коммунисты образовали органы управления регионом и начали создавать регулярную армию. Благодаря проведённой земельной реформе коммунисты привлекли на свою сторону крестьянство, в результате чего в коммунистическую армию начали приходить идеологически мотивированные новобранцы; на базе имеющейся промышленности удалось организовать производство боеприпасов для стрелкового оружия и артиллерии; СССР согласился отдать коммунистам трофейную японскую боевую технику в обмен на поставки продовольствия из Маньчжурии на советский Дальний Восток. В результате маньчжурская группировка стала сильнейшей в армии компартии, в ней стали создаваться артиллерийские и даже танковые части, а гоминьдановцы на Северо-Востоке Китая с 1947 года были вынуждены перейти к обороне.
В первой половине 1947 года части Северо-Восточной армии коммунистов под командованием Линь Бяо предприняли наступательные операции, угрожая Чанчуню и Гирину. Войска Лю Бочэна, реорганизовавшись в горном районе Тайханшань, в марте 1947 года форсировали Хуанхэ и развернули операции вдоль Лунхайской железной дороги, отвлекая гоминьдановские войска от наступления в Шаньдуне. После провала этого наступления к востоку от железной дороги Бэйпин-Ханькоу образовался вакуум. В июне 1947 года войска Лю Бочэна успешно форсировали Хуанхэ и, разгромив три неприятельские дивизии, создали плацдарм на южном берегу. Эти операции подготовили условия для решительного перелома обстановки на фронтах.
В середине августа 1947 года войска Лю Бочэна пересекли Лунхайскую железную дорогу восточнее Кайфына и, прорвав оборону гоминьдановских войск, вышли в горный район Дабешань, восстановив Освобождённый район Центральных равнин. Колонна коммунистических войск из Южной Шаньси форсировала Хуанхэ западнее Кайфэна и, прорвав оборону противника, вышла в Западную Хэнань, где создала новый освобождённый район, изолировав гоминьдановские войска в Лояне. В начале сентября силы шаньдунского фронта под командованием Чэнь И развернули наступление и восстановили освобождённый район Хэнань-Аньхой-Цзянсу, отрезав гоминьдановские гарнизоны в Кайфыне и Чжэнчжоу. К концу 1947 года под контроль коммунистов перешла вся провинция Шаньдун, кроме Цзинани и Циндао. В декабре 1947 года войска Бай Чунси попытались восстановить положение на Центральных равнинах и вдоль Лунхайской железной дороги, но были отбиты.

### 1948
В марте 1948 года войска Чэнь И взяли Лоян, а в июне создали угрозу Кайфыну, Чжэнчжоу и Сюйчжоу; 19 июня Кайфын был взят штурмом. 20 сентября войска Лю Бочэна и Ли Сяньняня взяли Цзинань в провинции Шаньдун.

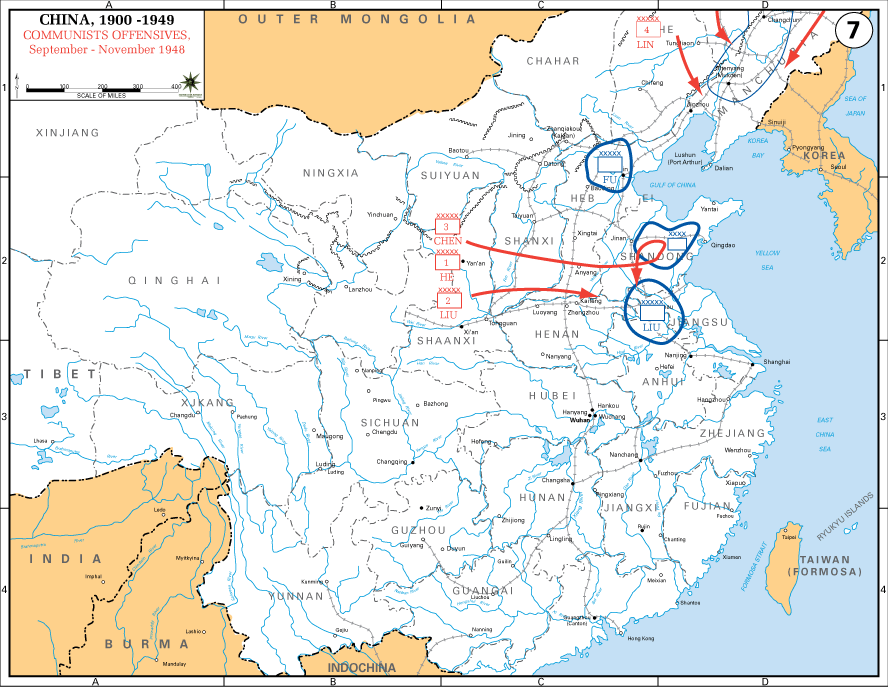
Сражения в сентябре-ноябре 1948

Осенью 1948 года развернулось Ляошэньское сражение в Маньчжурии, в результате которого была уничтожена полумиллионная группировка гоминьдановских войск. Соотношение сил резко изменилось в пользу коммунистов. В ноябре 1948 года вооружённые силы Коммунистической партии были реорганизованы в пять полевых армий (аналоги советских фронтов времён Великой Отечественной войны):
- 1 армия (командующий Пэн Дэхуай) — объединяла войска на северо-западе
- 2 армия (командующий Лю Бочэн) — объединяла войска в центре Китая
- 3 армия (командующий Чэнь И) — объединяла войска на востоке Китая
- 4 армия (командующий Линь Бяо) — объединяла войска на северо-востоке
- Северокитайская армия (командующий Не Жунчжэнь) — объединяла войска на севере Китая

Для разгрома Сюйчжоуской группировки гоминьдановских войск были сосредоточены полевые армии Чэнь И, Чэнь Гэна и Лю Бочэна под общим командованием Чжу Дэ. Прошедшее в ноябре-декабре 1948 года Хуайхайское сражение завершилось полным разгромом ещё одной полумиллионной группировки гоминьдановских войск.

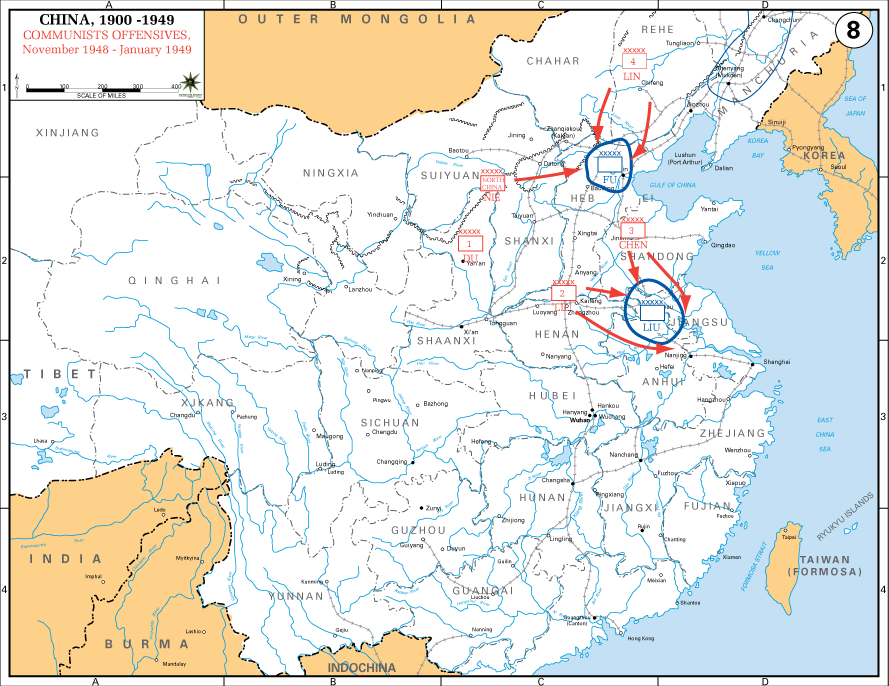
Боевые действия в конце 1948 — начале 1949

После освобождения Маньчжурии армия Линь Бяо двинулась в Северный Китай, где вместе с армией Не Жунчжэня начала действовать против войск Фу Цзои. К середине декабря коммунисты овладели угольным бассейном Таншань, городом Тунчжоу и портом Тангу. В конце декабря Не Жунчжэнь штурмом взял Чжанцзякоу.

### 1949—1950
В начале 1949 года, учитывая фактический развал фронта, Чан Кайши обязал губернаторов «взять командование войсками в свои руки и оборонять территории подвластных провинций», применяя «коммунистическую партизанскую тактику против коммунистических войск». Тем самым генералиссимус вернул ситуацию в стране к милитаристской анархии 1920-х годов; возникла ситуация «каждый спасается как может».
Войска Линь Бяо в январе 1949 года штурмом взяли Тяньцзинь. Командующий северным фронтом гоминьдановских войск Фу Цзои вступил в переговоры с коммунистами и подписал соглашение о капитуляции, сдав без боя Бэйпин.
Пытаясь выиграть время для перегруппировки и укрепления войск в Южном Китае, Чан Кайши в новогодней речи 1949 года сделал официальное предложение компартии о мирных переговорах. В целях разоблачения новых манёвров Гоминьдана руководство компартии сочло целесообразным принять это предложение. Чан Кайши передал пост президента Китайской республики Ли Цзунжэню, а сам уехал на родину в провинцию Чжэцзян, продолжая руководить армией и гоминьданом из-за кулис. Делегация Гоминьдана подписала в Бэйпине мирное соглашение на основе предложенных коммунистами восьми пунктов, но нанкинское правительство не утвердило этот документ.

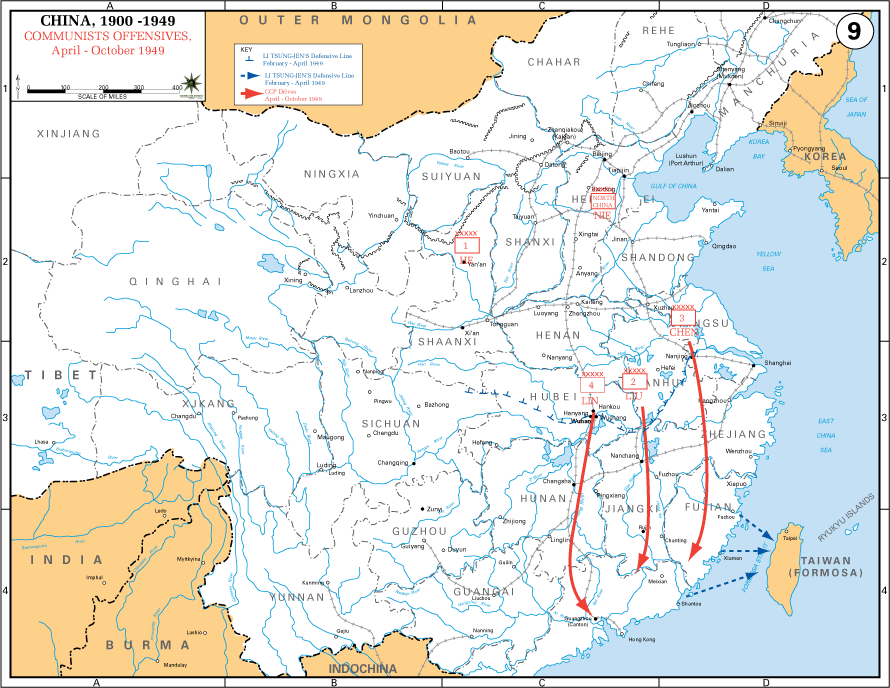
Боевые действия в апреле-октябре 1949

В апреле 1949 года руководство коммунистов направило нанкинскому правительству условия мирного соглашения. После того, как до 20 апреля ответа на них не последовало, войска трёх полевых армий перешли в наступление и приступили к форсированию Янцзы. За одни сутки под артиллерийским и миномётным огнём, под ударами с воздуха на южный берег широчайшей реки Китая было переброшено 830 тысяч бойцов с вооружением, боезапасом и снаряжением. 23 апреля 1949 года Ли Цзунжэнь и Хэ Инцинь оставили Нанкин и вылетели в Гуанчжоу, а Чан Кайши вылетел на Тайвань.
К середине апреля 1949 года гоминьдановская армия оказалась разделённой на части, занимая оборону на нескольких участках. Одна группировка обороняла Шанхай-Нанкинский район, другая — границу между провинциями Шэньси и Сычуань, третья — прикрывала доступ в провинции Ганьсу, Нинся и Синьцзян, четвёртая — район Уханя, пятая по распоряжению Чан Кайши была эвакуирована на Тайвань.
В начале мая армия Линь Бяо перешла в наступление на Ухань и 11 мая штурмом взяла город. Затем она двинулась на Шанхай, и 25 мая шанхайский гарнизон прекратил сопротивление. В северо-западном Китае войсками Не Жунчжэня и Пэн Дэхуая в начале мая был взят Тайюань, а затем части армии Пэн Дэхуая осадили Сиань и очистили от гоминьдановцев южную часть провинции Шэньси.

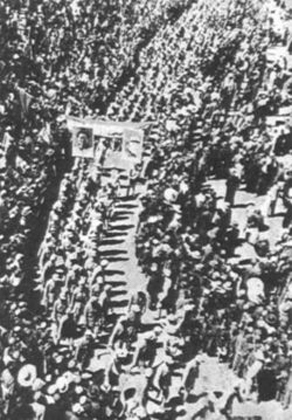
Части НОАК входят в Синин — столицу провинции Цинхай

25 августа части 1-й полевой армии под командованием Пэн Дэхуая заняли Ланьчжоу (центр провинции Ганьсу, а 5 сентября — Синин (центр Цинхая).
Гоминьдановское правительство во главе с Ли Цзунжэнем обосновалось в Чунцине. В его распоряжении находилось 450 тысяч солдат и офицеров под командованием Бай Чунси. Против них в августе начала наступление армия Линь Бяо, которая ворвалась в Чанша и, преследуя отступающего противника, достигла провинции Гуандун.
1 октября 1949 года в Пекине была провозглашена Китайская Народная Республика, но на юге Китая война продолжалась. 8 октября войска коммунистов ворвались в Гуанчжоу, а вскоре вышли к Гонконгу, на побережье Южно-Китайского моря и к Тайваньскому проливу. Разгромив группировку Бай Чунси, в начале ноября коммунисты, преследуя отступающих гоминьдановцев, овладели провинциями Сычуань и Гуйчжоу. За два дня до занятия Чунцина коммунистами гоминьдановское правительство американскими самолётами эвакуировалось на Тайвань. Десятки тысяч дезорганизованных гоминьдановских солдат и офицеров в беспорядке отходили на юг через Куньмин к границам Бирмы и Французского Индокитая. В декабре 1949 года капитулировала группировка гоминьдановских войск в Юньнани. После этого около 25 тысяч отступавших гоминьдановцев вошли в пределы Индокитая, где были интернированы французской колониальной администрацией. В конце декабря 1949 года коммунистами был взят Чэнду. В октябре 1949 года коммунистические войска, не встретив сопротивления, вошли в Синьцзян. Весной 1950 года был взят под контроль остров Хайнань. Осенью 1950 года части НОАК вошли в Тибет, и 23 мая 1951 года было подписано «Соглашение по мирному освобождению Тибета».

## Последствия

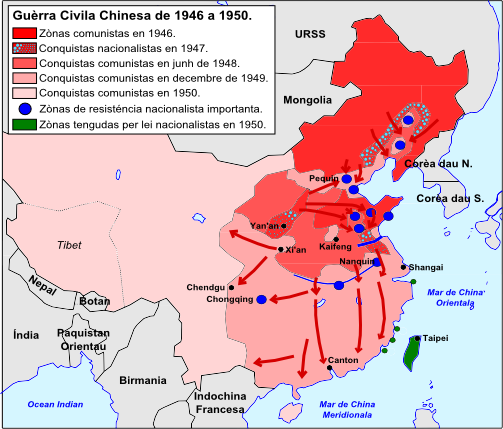
Карта гражданской войны в Китае (1946–1949 и 1950 гг.)

Большинство наблюдателей ожидали, что правительство Чан Кайши в конечном итоге падёт из-за неминуемого вторжения Народно-освободительной армии на Тайвань, и США изначально не хотели оказывать полную поддержку Чан Кайши в его последнем противостоянии. Президент США Гарри С. Трумэн заявил 5 января 1950 года, что Соединённые Штаты не будут участвовать ни в каком споре, связанном с Тайваньским проливом, и что он не будет вмешиваться в случае нападения КНР. Трумэн, стремясь использовать возможность китайско-советского раскола по примеру Тито, объявил в своей политике Соединённых Штатов в отношении Формозы, что США будут подчиняться обозначению Каирской декларации как китайской территории и не будут помогать националистам. Однако коммунистическое руководство не знало об этом изменении политики, вместо этого становясь все более враждебным по отношению к США. Ситуация быстро изменилась после внезапного начала Корейской войны в июне 1950 года. Это привело к изменению политического климата в США, и президент Трумэн приказал Седьмому флоту США отправиться в Тайваньский пролив в рамках политики сдерживания возможного наступления коммунистов.

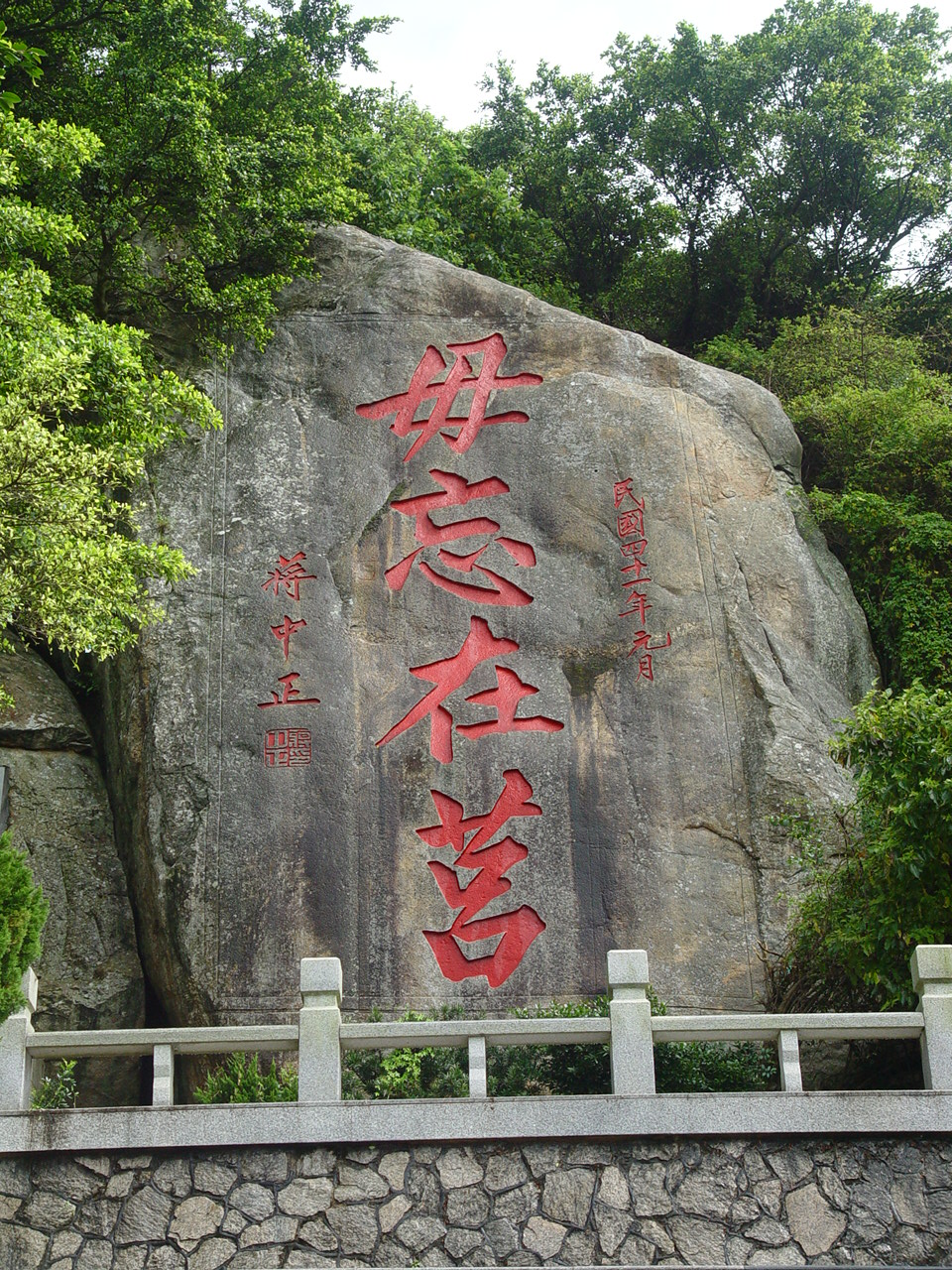
"Не забывайте про Цзюй (город)" (毋忘在莒) – скала на острове Цзиньмэнь с каллиграфией Чан Кайши китайской идиомы, означающий возможный возврат родины.

В июне 1949 года Китайская Республика объявила о закрытии всех портов материкового Китая, а её флот попытался перехватить все иностранные суда. Закрытие было осуществлено от точки к северу от устья реки Минь в провинции Фуцзянь до устья реки Ляо в Ляонине. Поскольку железнодорожная сеть материкового Китая была недостаточно развита, торговля с севера на юг в значительной степени зависела от морских путей. Военно-морская деятельность Китайской Республики также создавала серьёзные трудности для рыбаков материкового Китая.
Во время отступления Китайской Республики на Тайвань, войска Гоминьдана, которые не смогли отступить на Тайвань, были оставлены, чтобы вести партизанскую войну против коммунистов. Эти остатки Гоминьдана были уничтожены в ходе того, что КНР назвала «Кампанией по подавлению контрреволюционеров» и «Кампанией по подавлению бандитов». Согласно официальной статистике КПК в 1954 году, во время Кампании по подавлению контрреволюционеров было арестовано не менее 2,6 миллиона человек, около 1,29 миллиона человек были заключены в тюрьму, а 712 000 человек были казнены. Большинство убитых были бывшими чиновниками Гоминьдана, бизнесменами, бывшими сотрудниками западных компаний и интеллектуалами, чья лояльность была под вопросом.
Завоевав Китай в 1950 году, а также после аннексии Тибета, КПК контролировала весь материк в конце 1951 года (за исключением островов Цзиньмэнь и Мацзу). Но группа из примерно 3000 солдат Гоминьдана отступила в Бирму и продолжила партизанские атаки на юг Китая во время Исламского мятежа Гоминьдана в Китае (1950–1958) и кампании на китайско-бирманской границе. Их лидер Ли Ми получал зарплату от правительства Китайской Республики и получил номинальный титул губернатора Юньнани. Первоначально США поддерживали эти остатки, а Центральное разведывательное управление оказывало им военную помощь. После того, как бирманское правительство обратилось в Организацию Объединённых Наций в 1953 году, США начали оказывать давление на Китайскую Республику, чтобы она вывела своих лоялистов. К концу 1954 года почти 6000 солдат покинули Бирму, и Ли объявил о расформировании своей армии. Однако тысячи из них остались, и Китайская Республика продолжала снабжать их и командовать ими, иногда даже тайно отправляя подкрепления, чтобы сохранить базу вблизи Китая.
После Второй мировой войны, победы в гражданской войне и создания Китайской Народной Республики в 1949 году китайские коммунисты поддержали партизан Вьетминя Хо Ши Мина против Франции. Китай, как и Восточный блок, признал правительство Ханоя и начал поставлять военную технику в соответствии с соглашением от 1 апреля 1950 года. К 1950 году Вьетминь установил полный контроль над Северной свободной зоной и общей китайско-вьетнамской границей, а коммунисты укрепили свои позиции в Лаосе и Камбодже. Этот факт позволил поставлять материалы и оружие во Вьетнам, а также создавать тренировочные лагеря и базовые районы. Китайская военная помощь сыграла ключевую роль в победе Вьетминя в битве при Дьенбьенфу в 1954 году. Признание Северного Вьетнама Китайской Народной Республикой и другими странами Восточного Блока также поставило вопрос о создании независимого «Государства Вьетнам» на юге в качестве противовеса Демократической Республике Вьетнам на севере.
После того, как Китайская Республика подала в Организацию Объединённых Наций жалобу на Советский Союз за нарушение Китайско-советского договора о дружбе и союзе (заключённый с Китайской Республикой) в поддержку КПК, 1 февраля 1952 года была принята  Резолюция Генеральной Ассамблеи ООН № 505, осуждающая Советский Союз.
В конце концов, коммунистические военные силы понесли 1,3 миллиона боевых потерь в фазе войны 1945–1949 годов: 260 000 убитых, 190 000 пропавших без вести и 850 000 раненых, не считая нерегулярных войск. Потери националистов в той же фазе были зарегистрированы КНР после войны в размере 5 452 700 регулярных войск и 2 258 800 нерегулярных войск.
После образования КНР правительство КНР назвало западные страны во главе с США самой большой угрозой своей национальной безопасности. Основывая это суждение на множестве факторов, включая идею о столетии унижения Китая со стороны западных держав, начавшегося в середине XIX века, поддержку США националистов во время гражданской войны в Китае, и идеологическую борьбу между революционерами и реакционерами, руководство КНР считало, что Китай станет критически важным полем битвы в крестовом походе США против коммунизма. В качестве контрмеры и для повышения положения Китая среди мировых коммунистических движений руководство КНР приняло внешнюю политику, которая активно содействовала коммунистическим революциям на всех территориях на периферии Китая.

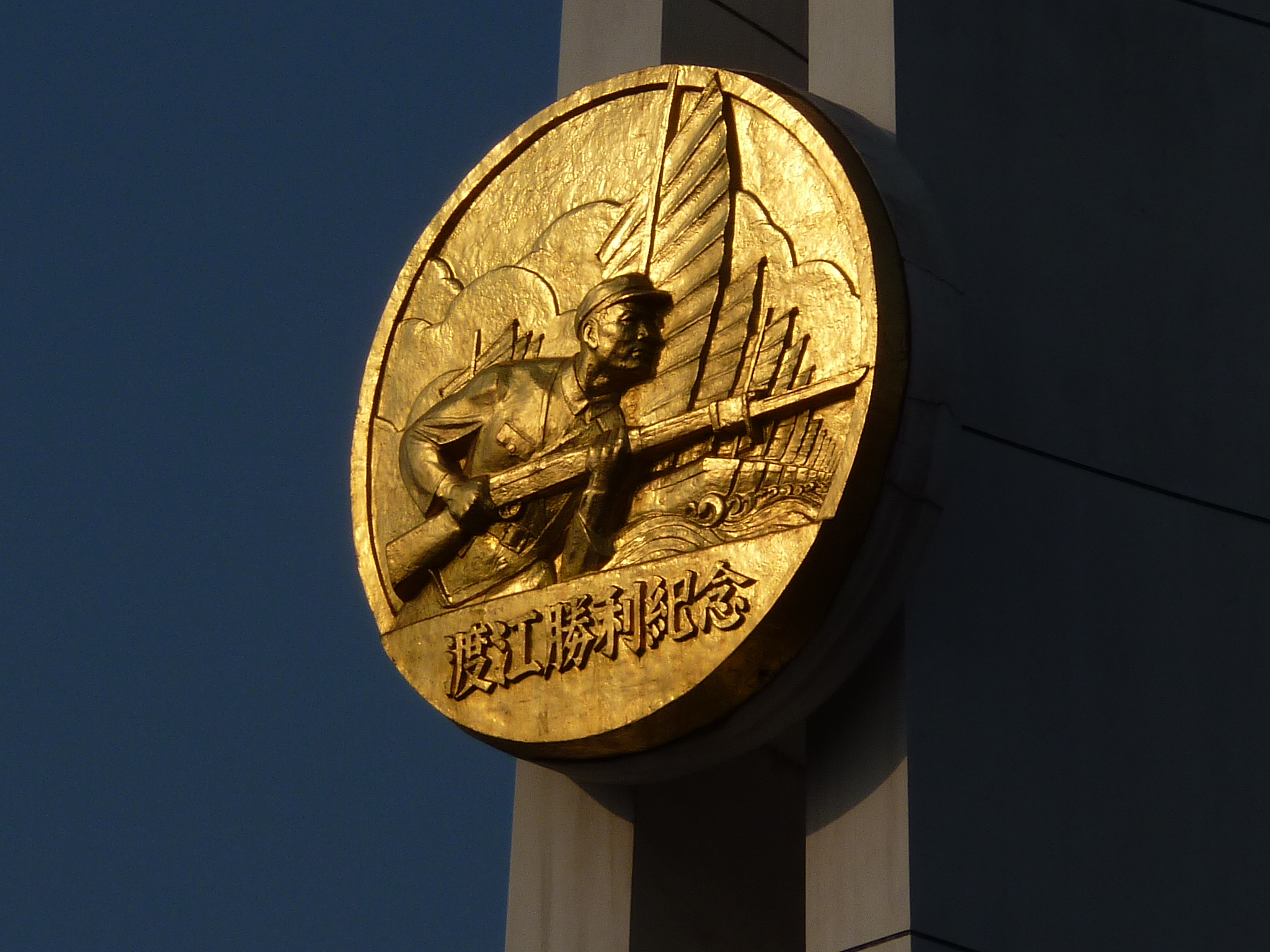
Монумент в память о переправе через Янцзы в Нанкине

### Напряжённость в Тайваньском проливе
Хотя США рассматривали их как военную обузу, Китайская Республика считала свои оставшиеся острова в Фуцзяне жизненно важными для любой будущей кампании по разгрому КНР и возвращению материкового Китая. 3 сентября 1954 года начался Первый кризис в Тайваньском проливе с обстрела КНР Цзиньмэня. 19 января 1955 года КНР захватила острова Ицзяншань, что привело к тому, что Китайская Республика оставила острова Дачэнь в следующем месяце. 24 января 1955 года Конгресс США принял Формозскую резолюцию, уполномочившую президента защищать прибрежные острова Китайской Республики. Первый кризис в Тайваньском проливе закончился в марте 1955 года, когда НОАК прекратила бомбардировки. Кризис закончился во время Бандунгской конференции.
Второй кризис в Тайваньском проливе начался 23 августа 1958 года с воздушных и морских столкновений между силами КНР и Китайской Республики, что привело к интенсивной артиллерийской бомбардировке Цзиньмэня со стороны КНР и Сямэня со стороны Китайско Республики, и закончился в ноябре того же года. Патрульные катера НОАК блокировали острова с судов снабжения Китайской Республики. Хотя США отклонили предложение Чан Кайши бомбить артиллерийские батареи материкового Китая, они быстро перешли к поставкам истребителей и зенитных ракет Китайской Республики. Они также предоставили десантные корабли для высадки припасов, поскольку затонувшее военно-морское судно Китайской Республики блокировало гавань. 7 сентября США сопровождали конвой судов снабжения Китайской Республики, и КНР воздержалась от стрельбы.
Третий кризис произошёл в 1995–1996 годах. КНР отреагировала на визит президента Китайской Республики Ли Дэнхуэя в США и признание Ли США представителем Тайваня военными учениями. Учения также были направлены на то, чтобы удержать тайваньских избирателей от поддержки Ли Дэнхуэя на выборах 1996 года; Ли Дэнхуэй победил на выборах. Во время кризиса были задействованы два американских авианосца; они не подверглись нападению, и последовала деэскалация.
Визит на Тайвань спикера Палаты представителей США Нэнси Пелоси  в августе 2022 года спровоцировал военные учения КНР в Тайваньском проливе. Первоначально она намеревалась отправиться на Тайвань в апреле 2022 года, но была отложена из-за COVID-19. Она перенесла поездку на август в рамках более широкой азиатской поездки. Сообщалось, что Белый дом изначально разделился по поводу целесообразности поездки, но позже подтвердил право Пелоси посетить Тайвань. В результате НОАК объявила о четырёх днях беспрецедентных военных учений с боевой стрельбой в шести зонах, которые окружают остров на самых загруженных международных водных путях и авиационных маршрутах. В ответ на это объявление должностные лица Китайской Республики пожаловались, что учения с боевой стрельбой КНР являются вторжением в территориальное пространство Тайваня и прямым вызовом свободному воздушному и морскому судоходству.

### Политические последствия

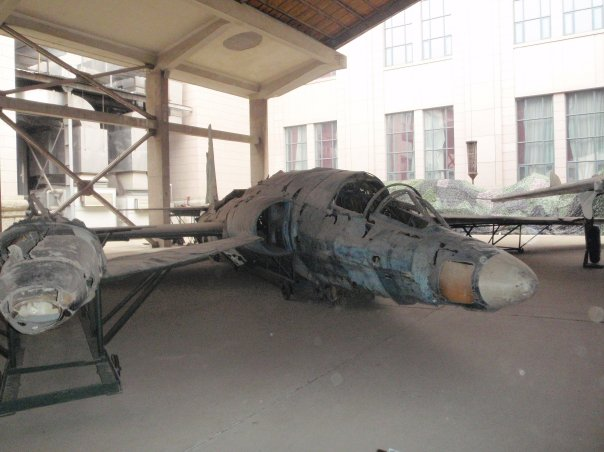
Обломки Lockheed U-2 (пилот Чжан Лии) выставлены в Военный музей Китайской народной революции в Пекине

25 октября 1971 года Генеральная Ассамблея ООН приняла КНР и исключила Китайскую Республику, которая была одним из основателей Организации Объединённых Наций и одним из пяти постоянных членов Совета Безопасности. Представители Чан Кайши отказались признать их аккредитацию в качестве представителей Китая и покинули ассамблею. Вскоре последовало признание Китайской Народной Республики большинством других стран-членов, включая Соединённые Штаты.
К 1984 году КНР и Китайская Республика начали деэскалацию своих враждебных действий посредством дипломатических отношений друг с другом, и с тех пор торговля и инвестиции через пролив росли. Состояние войны было официально объявлено Китайской Республикой в 1991 году. Несмотря на окончание военных действий, обе стороны так и не подписали никаких соглашений или договоров об официальном прекращении войны. По словам Мао Цзэдуна, было три способа «предотвратить империалистическое вмешательство в краткосрочной перспективе» в ходе продолжения китайской революции. Первый — быстрое завершение военного захвата страны и демонстрация решимости и силы против «иностранных попыток бросить вызов новому режиму вдоль её границ». Второй — «формализация всеобъемлющего военного союза с Советским Союзом», который посвятил бы советскую власть прямой защите Китая от его врагов; этот аспект стал чрезвычайно значимым, учитывая фон начала холодной войны. И, наконец, режим должен был «искоренить своих внутренних оппонентов: глав тайных обществ, религиозных сект, независимых союзов или племенных и этнических организаций». Мао считал, что, уничтожив основу внутренней реакции, он создаст более безопасный мир для распространения китайской революции.
При новом президенте Китайской Республики Ли Дэнхуэй временные положения, действующие в период коммунистического восстания, были отменены в мае 1991 года, тем самым положив конец шансам Гоминьдана вернуть себе материк. В июле 1999 года Ли объявил об «особых дипломатических отношениях». Китай снова был в ярости, но военные учения были остановлены землетрясениями 21 сентября этого же года. Это был последний напряженный момент этой гражданской войны.
С избранием в 2000 году кандидата от Демократической прогрессивной партии Чэнь Шуйбяня, партия, отличная от Гоминьдана, впервые получила президентские полномочия на Тайване. Новый президент не разделял китайскую националистическую идеологию Гоминьдана и КПК. Это привело к напряжённости между двумя сторонами, хотя торговля и другие связи, такие как визит большой синей коалиции в 2005 году, продолжали расти.
С избранием в 2008 году проматерикового президента Ма Инцзю (Гоминьдан) значительное потепление отношений между Тайбэем и Пекином возобновилось, с обменами на высоком уровне между полуофициальными дипломатическими организациями обоих государств, такими как серия саммитов на высоком уровне между двумя сторонами пролива. Хотя Тайваньский пролив остается потенциальной точкой возгорания, в 2009 году были установлены регулярные прямые воздушные сообщения.

## Комментарии
1. ↑  Активные боевые действия против гоминьдановских войск завершились 7 августа 1950 года, когда войска НОАК установили контроль[англ.] над архипелагом Ваньшань в Южно-Китайском море.
2. ↑  см. также Вхождение Тибета в состав КНР
3. ↑  см. Германо-китайское сотрудничество (1911—1941)